# 자와섬
자와섬(인도네시아어: Jawa, 자와어: ꦗꦮ; 순다어: ᮏᮝ, 문화어: 쟈와섬) 또는 자바섬(영어: Java)은 인도네시아의 섬으로 수도인 자카르타가 이 섬 서쪽 끝에 있다. 섬의 면적은 138,794 km2로 세계에서 13번째 크기이다.
이 섬의 인구는 2021년 말 기준으로 약 1억5600만 명으로 세계에서 가장 많은 사람이 사는 섬이고,  호주 인구(2천400만 명)의 6배에 이른다. 인구밀도는 km2당 1,050 명에 이르는데, 남아시아의 벵골 지역과 함께 세계에서 인구밀도가 가장 높은 곳 중 하나이다.

## 역사

### 고대
자바의 고대사는 7세기 이전을 서부 자바 시대(4세기 타루마누가라 왕국, 7세기 순다 왕국), 8세기부터 10세기 초반까지를 중부 자바 시대(8세기 고대 마타람 왕국, 사일렌드라 왕조), 이후 10세기 전반부터 16세기 초까지 동부 자바 시대로 나누어 동부 자바 시대의 전반 3세기를 케디리 시대(서부 자바에 힌두교 국가인 순다왕국(1579년 멸망)이 있었던 것으로 밝혀지고 있다), 후반 3세기를 신가사리 · 마자파히트 시대라고 불렀다. 이러한 분류는 왕도의 변천, 즉 권력과 문화의 중심지가 이동했기 때문이다.
인도네시아 사에서 16세기 초까지를 고대라고 부르는 것은 문헌이 15세기까지 고대 자바어로 작성되어 있으며, 또한 지배적인 종교였던 힌두교와 대승불교를 16세기 전후에 이슬람이 대체했기 때문이다.

### 힌두-불교 왕국 시대

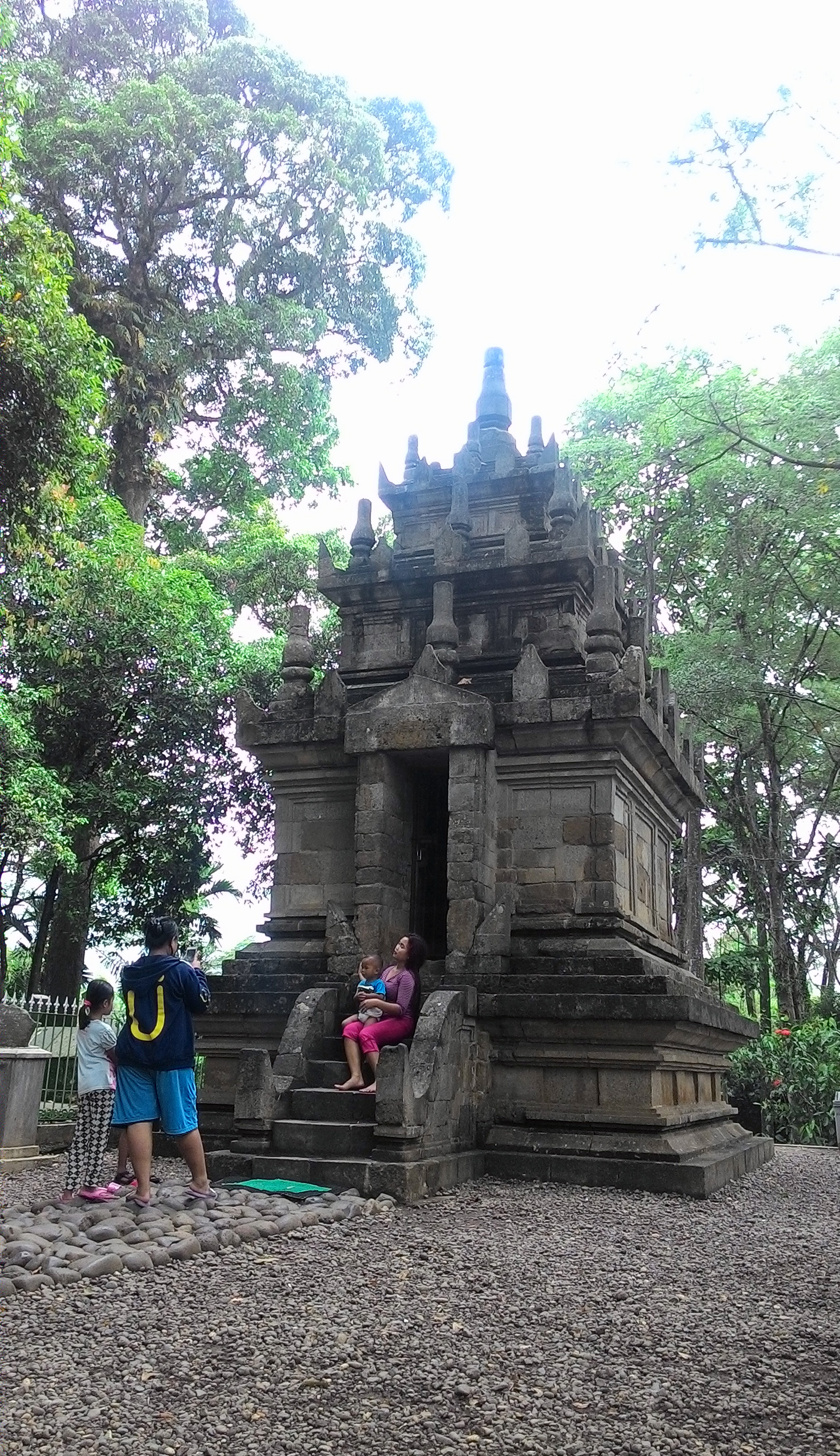
시바(Shiva)를 모신 캉쾅(Cangkuang) 힌두 사원, 8세기 갈루 왕국(Galuh Kingdom) 시기에 축조되었다.

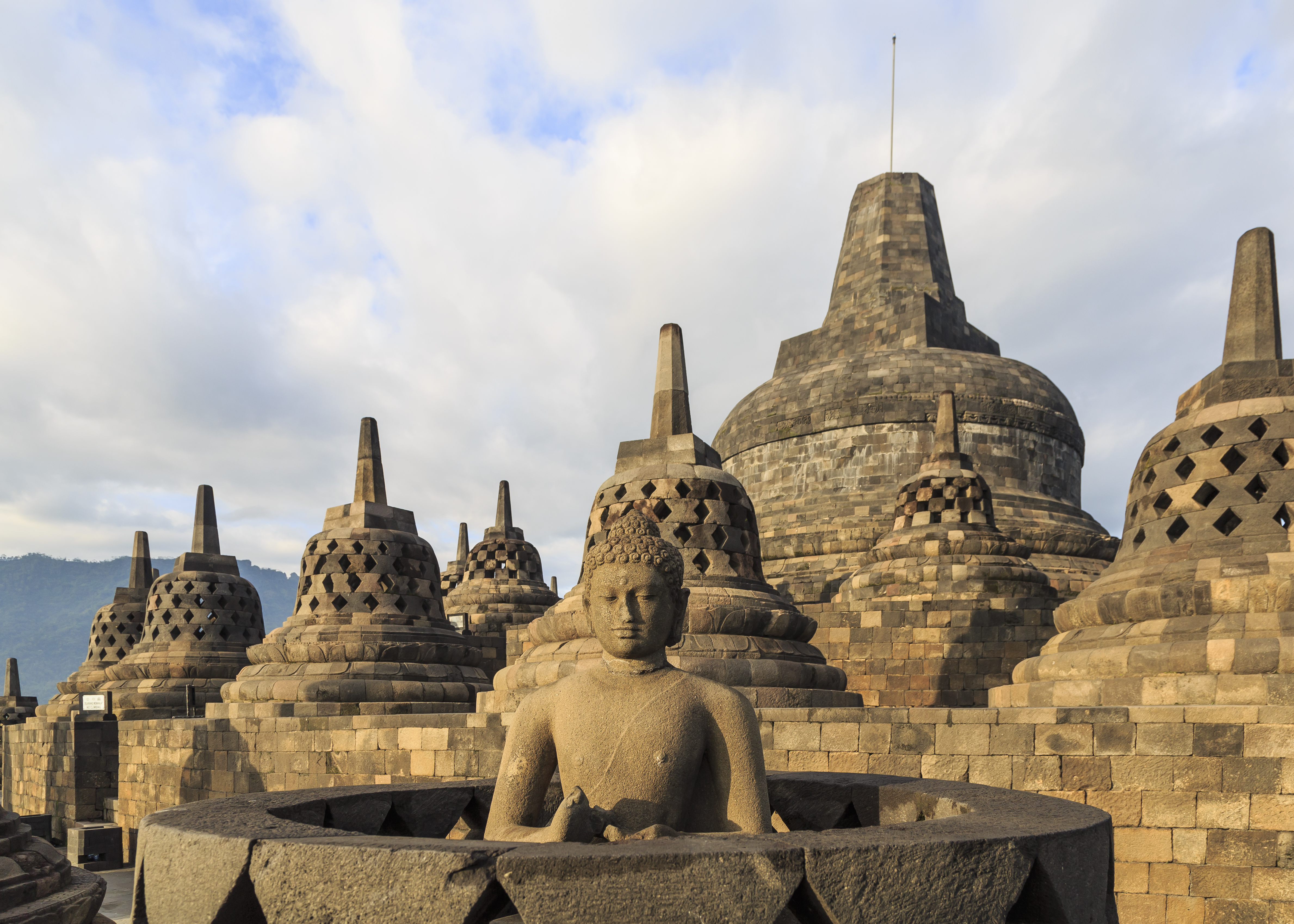
중 자바에 건립된 9세기 보로부두르(Borobudur) 불탑

서 자바의 타루마 왕국(Taruma kingdom, 358?~669?)과 순다 왕국(Sunda Kingdom, 669~1579)은 각각 4세기와 7세기에 등장하였다. 동시에 칼링가 왕국(Kalingga Kingdom)은 640년부터 중국에 사절단을 파견하기 시작하였다.:53,79 그러나 첫 주요 제후국은 8세기 초 중부 자바에서 발견된 마타람 왕국(Mataram Kingdom, 732~1006)이었다. 마타람 왕국의 종교는 힌두교(Hindu)의 신 시바(Shiva)를 숭앙하였고, 왕국은 자바의 가장 이른 힌두 사원들 중 일부를 디엥 고원(Dieng Plateau)에 만들었다. 8세기 경, 사일렌드라 왕조(Shailendra dynasty, 650~1025)는 케두 평원(Kedu Plain)에서 일어났고, 대승불교(Mahayana Buddhism)의 후원자가 되었다. 9세기에는 중부 자바에 보로부두르(Borobudur)와 프람바난(Prambanan) 사원을 세웠다.
10세기 경, 자바섬 내 권력의 중심은 중부에서 동부로 옮겨졌다. 케디리(Kediri)의 동부 자바 왕국인 싱하사리(Singhasari)와 마자파힛 제국(Majapahit Empire, 1293~1527?)은 쌀농사에 주로 의존하였지만, 인도네시아 제도, 중국, 인도와의 교역을 추구하였다. 마자파힛은 라덴 비자야(Raden Wijaya)가 설립하였으며,:201 하얌 우룩(Hayam Wuruk)(1334~1389, 재위1350~1389) 재위말까지, 마자파힛은 인도네시아 제도 전체에 걸쳐서 통치권을 주장하였다. 그러나 실제로는 자바, 발리(Bali), 마두라(Madura)에만 통치력이 미쳤을 뿐이다. 하얌 우룩의 재상 가자 마다(Gajah Mada, 1290~1364)는 왕국의 영토 정복 활동 대부분을 주도하였다.:234 이전의 자바 왕국들은 농업에 기반을 두었지만, 마자파힛은 항구와 대양항로들을 장악하였고, 최초의 자바 내 상업 제국이 되었다. 하얌 우룩의 사망과 이슬람의 인도네시아 도래로, 마자파힛은 쇠퇴하게 되었다.:241

### 이슬람의 확산과 이슬람 술탄국의 부흥
16세기, 이슬람교는 자와섬의 지배적인 종교가 되었다. 이 시기 동안, 드막 술탄국(Demak Sultanate), 치르본 술탄국(Cirebon Sultanate)(서부 자바), 반튼 술탄국(Banten Sultante)(반텐 지방), 빠장 왕국(Pajan Kingdom)(수라카르타), 마타람 술탄국(Mataram Sultanate, 1587~1755)(자카르타)이 잇따라 건국되었다. 16세기 말에는 마타람 왕국이 자와섬 중부와 동부에서 강력한 왕국을 이뤘다. 수라바야(Surabaya)와 치르본 제후국은 예속되었고, 17세기에는 마타람 술탄국과 반텐 술탄국이 네덜란드 세력을 맞이하였다. 또한 칼리냐마트 왕조, 수메당 라랑 왕조, 블람방안 왕조 같은 비이슬람 왕국도 건국되었다.

### 포르투갈의 도래
1511년, 포르투갈이 말라카 술탄국(Malacca Sultanate)에 전쟁을 도발하자 드막 왕국의 파타힐라가 원군으로 달려가지만, 1512년 8월에 말라카는 함락되고 말았다. (말라카 점령 (1511년)). 1520년부터 아체 술탄국의 알라웃딘 알카하르가 무역의 독점을 노리고 세 차례에 걸쳐 조호르 왕국과 포르투갈령 말라카 전쟁이 되었다. 이때는 오스만 제국의 쉴레이만 1세가 함대를 파견해 아체 왕국에 가세했지만 성공하지 못했다.

### 식민시기

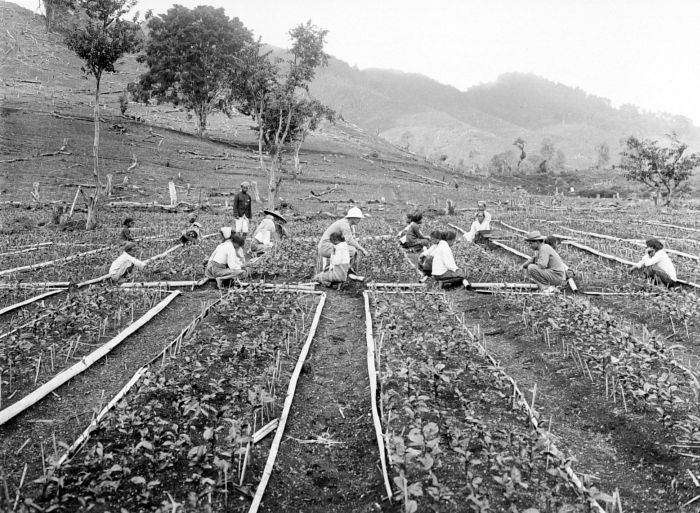
1926년경, 네덜란드 식민 시기 자바 내 차(tea) 플랜테이션

1522년, 순다 왕국(Sunda kingdom)과 말라카(Malacca) 내에 루소-순다 파드랑(Luso-Sundanese padrão)을 세워 포르투갈인과의 협약을 맺음으로써 자바와 유럽과의 접촉이 시작되었다. 협약이 좌절된 후, 포르투갈인들은 말라카와 동쪽 섬들에서만 나타났다.
1596년, 네덜란드인으로는 최초로 코르넬리스 데 후트만(Cornelis de Houtman)이 이끄는 원정대의 배 4척이 인도네시아와 접촉하였다. 18세기말, 네덜란드인들은 인도네시아에 주둔한 네덜란드 동인도회사(VOC)를 통한 내륙 술탄왕국에 대한 영향력을 확장해 나갔다. 내부 갈등으로 자바인들은 네덜란드인에 대항할 협력 관계를 형성하지 못하였다. 마타람 왕국(Mataram)의 잔재는 수라카르타(Surakarta) 즉 솔로(Solo)와 욕야카르타(Yogyakarta) 제후국 형태로 간신히 유지되었다. 자바인 왕들은 신정 통치를 주장했고, 네덜란드인들은 식민 행정기구 내에서의 섭정(regent) 혹은 지구 관료(district official)로서 이들을 승인해 주는 형태로 자바인 귀족정치의 잔재를 유지하도록 하였다.
식민 시기 초기 자바의 주요 역할은 쌀 생산지였다. 반다 제도(Banda Islands) 같은 향신료 생산 섬들에서는, 자바로부터 쌀이 정기적으로 수입되어 부족분을 보충하였다.
나폴레옹 전쟁 시기, 네덜란드는 프랑스로 넘어갔고, 동인도 식민지들도 프랑스로 넘어갔다. 프랑스 대리 통치로서 헤르만 빌럼 다엔델스(Herman Willem Daendels)의 짧은 통치 기간 동안, 1808년 대우편도로(Great Post Road)의 건설이 시작되었다. 서자바 안예르(Anyer)에서 시작되어 동자바 파나루칸(Panarukan)으로 이어지는 길은 군사보급로로 사용되었고, 영국 침략 방어전에도 사용되었다. 1811년, 자바가 영국인들에게 함락되었고(자바 침공Invasion of Java), 대영제국의 식민지가 되었으며, 토머스 스탬퍼드 래플스(Sir Thomas Stamford Raffles)는 자바섬 총독에 임명되었다. 1814년, 자바는 파리조약(Treaty of Paris)에 따라 네덜란드인들에게 다시 양도되었다.

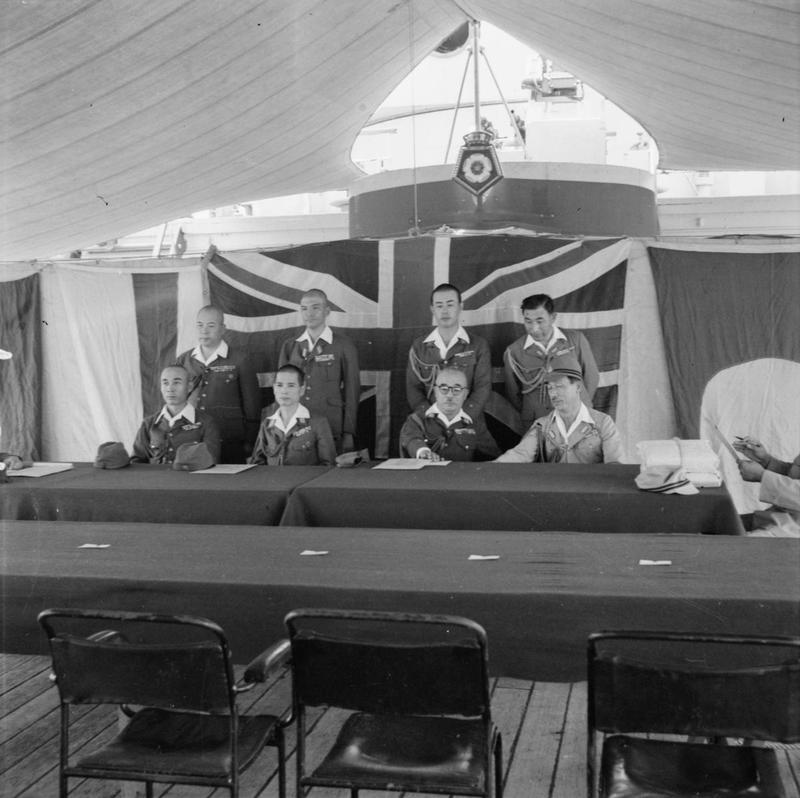
1945년, 자바섬에서 영국연합군과 항복 논의를 준비중이었던 일본군

1815년, 자바섬에는 5백만 인구가 살고 있었다. 18세기 후반, 자바섬 북중부 연안을 따라 인구 폭발이 시작, 19세기에는 자바섬 전체에 인구가 급속히 증가했다. 거대한 인구 성장 요인으로는, 자바 내전에 대한 종결, 쌀농사 면적 증가, 쌀로는 충당 못할 인구를 부양할 수 있는 카사바(cassava)와 옥수수(maize) 같은 식용작물 도입 등 네덜란드 식민 통치의 영향이 있었다. 일부는 징세 부담과 함께, 세금 납부와 물품 구입 능력을 증대시킬 수 있다는 바람으로 아이를 더 많이 낳는 방식을 통해 부부들이 대응한 강제 경작 제도(Cultivation System) 하에서의 고용 증대를 인구 성장 요인으로 보았다. 1820년 발병한 콜레라(Cholera)로 자바섬에서만 약 10만 명이 목숨을 잃었다.
이전에는 버팔로와 수레만 있었던 곳에 트럭과 철도가 도입되고, 전신체계가 도입되고, 식민정부 하에서 분배 체계가 더욱 조절됨으로 인해, 자바에는 기근이 사라지고 그 결과 인구 성장이 초래된 것이다. 1840년대부터 1940년대 일본군 점령 시기까지 자바에는 큰 기근이 없었다. 그러나 다른 자료에 의하면 인디고(indigo)와 설탕 같은 현금작물이 쌀 대신에 재배됨에 따라, 네덜란드의 재배체계가 1840년대 기근과 전염병과 연관되어 있어, 처음에는 치르본(Cirebon) 지역, 이후에는 중자바(Central Java) 지역으로 이러한 영향력이 확산되었다고 주장한다.

## 지리

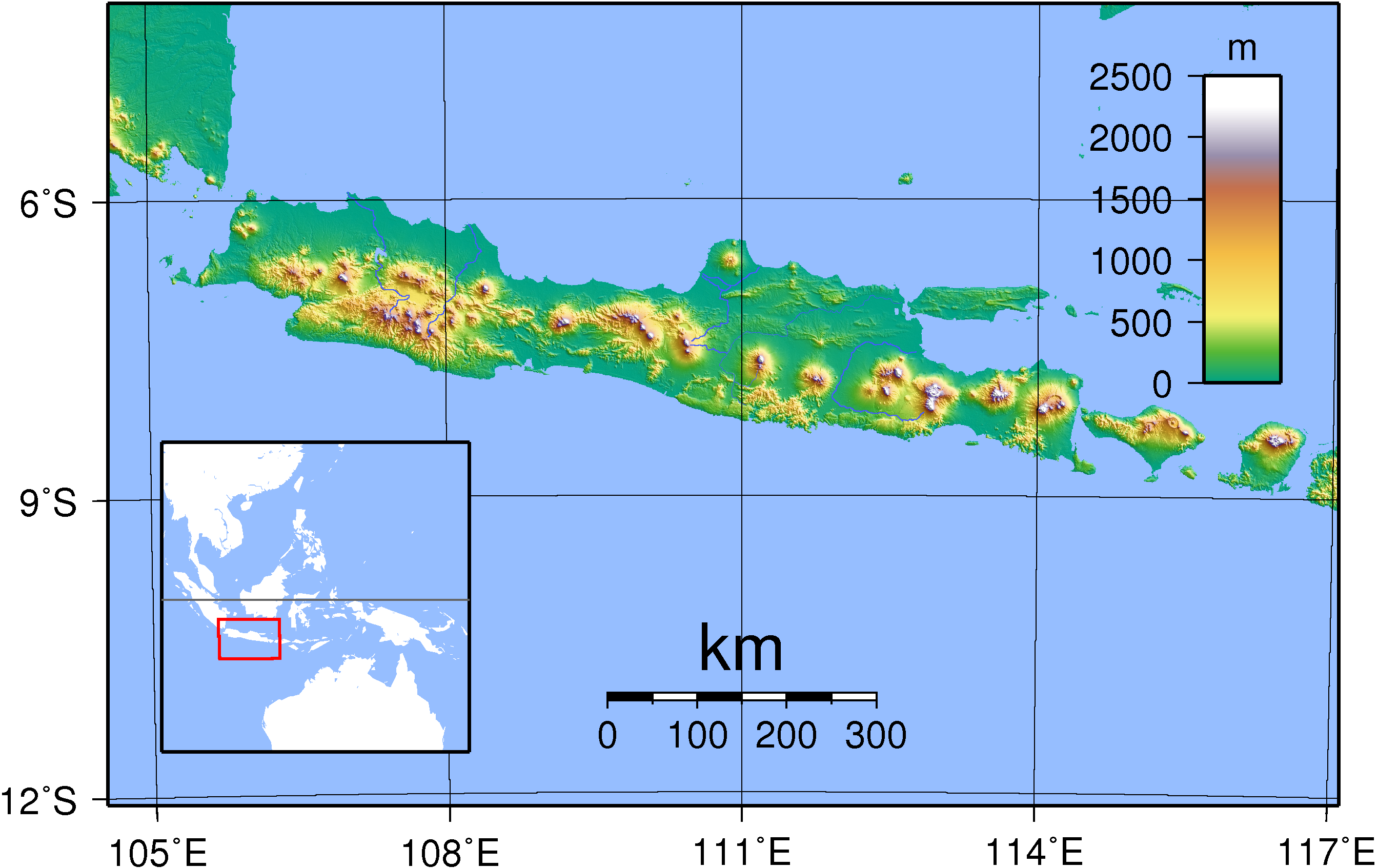
자와섬의 지역별 고도를 나타내는 지도

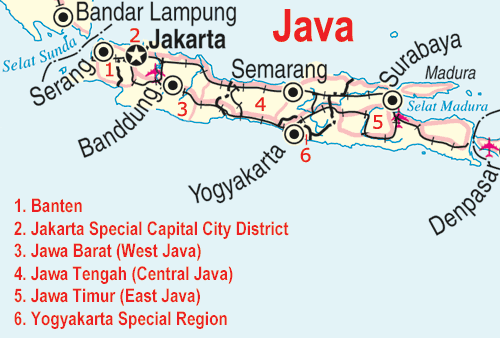
자와섬의 행정구역 지도

자와섬은 세계에서 13번째로 큰 섬이다. 섬의 북쪽에는 보르네오섬(칼리만탄), 북서쪽에는 수마트라섬, 동쪽에는 발리섬이 있다. 섬의 남쪽으로는 인도양이 펼쳐져 있고, 500km 남쪽에 크리스마스섬이 있다.
자와섬은 1699년 처음으로 인도네시아산 커피를 재배한 곳이다. 현재는 아라비카 커피나무가 고원에서 소규모 자작과 대규모 플랜테이션의 형태로 재배되고 있다.

## 행정 구역
- 자카르타 특별수도주 - 인도네시아의 수도로 가장 큰 도시.
- 욕야카르타 특별주 - 지금도 왕궁이 있는 도시이며 "자와 족의 고향"이라고 말한다. 세계 유산인 프람바난이 있다.
- 반텐주- 자바의 가장 서쪽에 있으며, 2000년에 서부 자바 주에서 분리
- 자와바랏주 - 자와 서부 주라는 의미이다.
- 자와틍아주 - 자와 중부 주라는 의미이다.
- 자와티무르주 - 자와 동부 주라는 의미이다.

### 주요 도시
- 자카르타 - 자본 경제의 중심지. 근교를 포함한 도시권의 인구는 세계 제2위.
- 수라바야 - 자카르타에 이어 인도네시아 제2의 도시로 무역항으로서 중요하다.
- 반둥 - 반둥 회의로 유명하다. 고지에 시원하고 학원 도시이기도 하다.
- 세마랑 - 네덜란드 식민지 시대부터 무역항이 있는 상업 도시.
- 족자카르타 - 인도네시아의 고도로 자바 인의 마음의 고향이며, 예술과 관광이 활발. 왕궁이 있다.
- 수라카르타 - 왕궁이 있다. 족자카르타보다 더 오래된 역사를 가지고 있다. 족자카르타와 함께 자바의 전통 문화의 중심지.
- 말랑 - 동부 자바의 파리라 불리는 고원으로 시원하고 학원 도시이기도 하다.
- 치르본 - 공업 원료의 수출이 활발한 치르본 항구가 있다. 솔로와 족자와 조금 다른 가믈란이 있다.
- 바뉴완기 - 발리 건너편 도시로 여기 가믈란은 솔로와 족자 같은 중부 자바 스타일의 가믈란과 구별하여 "동부 자바 스타일"이라고 하기도 한다.

## 인구
| 연도                                      | 인구        | ±%     |
| ----------------------------------------- | ----------- | ------ |
| 1961                                      | 63,059,575  | —      |
| 1971                                      | 76,086,320  | +20.7% |
| 1980                                      | 91,269,528  | +20.0% |
| 1990                                      | 107,581,306 | +17.9% |
| 2000                                      | 121,352,608 | +12.8% |
| 2010                                      | 136,610,590 | +12.6% |
| 2015                                      | 145,013,583 | +6.2%  |
| Refers to the administrative region 출처: |             |        |

## 세계 유산
- 프람바난
- 우중쿨론 국립공원
- 산기란 원시 인류 유적
- 보로부두르 사원 유적군

## 같이 보기
- 인도네시아의 역사